# Chalinochromis popelini
Chalinochromis popelini är en fiskart som beskrevs av Brichard, 1989. Chalinochromis popelini ingår i släktet Chalinochromis och familjen Cichlidae. Inga underarter finns listade i Catalogue of Life.